# 四方田氏
四方田氏（よもだし、よもたし）は、日本の氏族。平安時代から鎌倉時代にかけて武蔵国で群雄割拠した武蔵七党の児玉党を構成する一族。

## 概要
武蔵児玉郡四方田邑の発祥。庄氏より分派した氏族で、庄二郎弘高（児玉党本宗家4代目庄太夫家弘の次男）が四方田に住み、四方田二郎弘高を名乗ったことから始まる。初姓として藤原姓を名乗っている（祖を藤原北家藤原伊周としている）が、これは14世紀中頃以降に改めて名乗った姓と見られ、本来の初姓は有道氏と考えられる（詳細は児玉惟行を参照）。弘高は源頼朝に仕え奥州合戦に従い、その功績により備後国御調本北条の地頭となる。『吾妻鏡』にも弘高を始め四方田氏一族の名が見える（『吾妻鏡』には、四方田三郎弘長として記されているが、諸々の研究から二郎弘高の誤記と考えられる）。
元弘元年（1331年）、後醍醐天皇による倒幕運動が起こり、元弘3年（1333年）、勅命を受けた新田義貞は上野国において倒幕の旗を上げ、利根川を渡り、武蔵へ南下した。この時、国境沿いに勢力があった児玉党武士達は義貞に従い、比企郡に入り、次に入間郡と転戦して行き、小手指原では鎌倉幕府軍の桜田・長崎勢を打ち破り、多摩郡の分倍河原の戦いで徹底的な勝利を収めた。四方田氏は、正平7年/文和元年（1352年）の武蔵野合戦の際、新田義興・義宗に従い、宗良親王の部下として戦ったと伝えられている。
戦国期の四方田氏は、後北条氏に長く仕え北条氏康軍として戦い武功もあげている。この時代では児玉党の本宗家たる本庄氏とは敵対関係となっている。

## その他
- 大別して、弘長系四方田氏、弘綱系四方田氏、高綱系四方田氏がある。
- 四方田弘長は、通称が三郎（三男を意味する通称）でありながら、名に「長」の字が入っている。また、『吾妻鑑』には必ず庄太郎家長の後ろに名前が記述されている（現在、家長が弘高の兄とされる[3]）。これらのことから、本来は四方田弘高であったと考えられる[要出典]。
- 四方田氏からは牧西氏が派生することとなる（児玉氏→庄氏→四方田氏→牧西氏）。
- 四方田氏の一族は、出羽国、能登国、伊勢国に所領を得ている[4]。
- 延元2年/建武4年（1337年）の薊山合戦の時、北畠顕家は、現在の本庄市四方田の産泰神社（金鑽神社と合祀）に参拝し、戦勝祈願を行っている。当地の神社は四方田資綱が砦を築くにあたって建てられたものと伝えられている（四方田の金鑚神社書きより）。
- 一部で四方田を「しもだ」と読んでいるが、「四」を「シ」と読むのは音読みであり、「方」を「モ」と読むのは訓読みである。一般的には、地名を「しほうでん」と読み、人名を「よもだ」と読む。
- 四王天と同じ。明智氏家臣の四王天氏（四王天政孝など）、川越藩に存す。